# Rattlesnake Annie
Rattlesnake Annie nebo též Annie McGowan, rodným jménem Rosan Gallimore a v českém prostředí známá jako Anka Chřestýš (nar. 26. prosince 1941, Puryear, Tennessee), je americká countryová zpěvačka, kytaristka a skladatelka. V 80. letech spolupracovala s Michalem Tučným a nahráli společné album.

## Hudební kariéra
Svou přezdívku a budoucí umělecké jméno získala Rosan už v dětství, protože měla ráda hady. Vztah k country a blues se u ní rozvinul díky otci, který byl také muzikantem, a už jako osmiletá si poprvé vydělala peníze zpěvem. Roku 1954 se svými dvěma sestřenicemi utvořila kapelu nazvanou Gallimore Sisters, která vyhrála celostátní talentovou soutěž a dostala se díky tomu na pódium v Nashvillu a do televize.
Nahrávala od roku 1959, a roku 1974 vydala první vlastní singl „Texas Lullabye“. Roku 1980 následovalo album „Rattlesnakes and Rusty Water“, vydané pod její vlastní značkou Rattlesnake Records a ve vlastní produkci, což bylo tehdy u muzikantek velmi vzácné. Zčásti ji k tomu motivovalo, že její tvorba byla obtížně zařaditelná a u velkých vydavatelství se potýkala s nepochopením.
Annie cílila i na zahraniční publikum, díky čemuž se v polovině 70. let stala první ženskou country a bluesovou interpretkou, která vystupovala v tehdejším Východním bloku. Objevila se ve východoněmecké televizi a západoněmecká pobočka Greenpeace přijala její píseň „Goodbye to a River“ jako svou hymnu. Počátkem 80. let pobývala v Československu, kde se setkala s nekorunovaným králem české country Michalem Tučným. S ním a jeho kapelou Tučňáci nahrála album „Anka Chřestýš & Poslední kovboj / Rattlesnake Annie And The Last Cowboy“ (Supraphon, 1983), kde se objevily převážně originální písně z pera Annie a Zdeňka Rytíře. Zpívala na albu v angličtině i češtině.
Roku 1991 se stala prvním představitelem americké country, který podepsal kontrakt se Sony Music. Zde podle svých slov poprvé cítila tvůrčí svobodu.
Ve své tvorbě často vyjadřovala politické názory – například na podporu občanských práv, ženských práv nebo proti Vietnamské válce.

## Osobní život
Ve svých 16 letech se Annie přestěhovala do Memphisu, pak do Huntsville v Alabamě a počátkem 60. let do Texasu. Tam se setkala s Maxem McGowanem, za kterého se provdala. Manželé zakoupili 200 akrů divočiny u řeky Brazos, kde se usadili. Později v 90. letech přesídlili do španělské Andalusie, kde Annie obohatila svou uměleckou inspiraci o flamenco a tradiční romskou hudbu.